# Nak, Tolna
Nak  este un sat în districtul Dombóvár, județul Tolna, Ungaria, având o populație de 611 locuitori (2011). 

## Demografie
Componența etnică a satului Nak
     Maghiari (89,73%)
     Romi (7,79%)
     Germani (2,47%)
Componența confesională a satului Nak
     Romano-catolici (56,3%)
     Fără religie (10,64%)
     Reformați (3,44%)
     Necunoscută (28,15%)
     Alte religii (2,62%)
Conform recensământului din 2011, satul Nak avea 611 locuitori. Din punct de vedere etnic, majoritatea locuitorilor (89,73%) erau maghiari, existând și minorități de romi (7,79%) și germani (2,47%).  Din punct de vedere confesional, majoritatea locuitorilor (56,3%) erau romano-catolici, existând și minorități de persoane fără religie (10,64%) și reformați (3,44%). Pentru 28,15% din locuitori nu este cunoscută apartenența confesională.